# منتخب المكسيك لكرة القدم للسيدات

شعار المنتخب المكسيكي (علم المكسيك)

منتخب المكسيك لكرة القدم للسيدات هو الممثل الرسمي لدولة المكسيك في بطولات كرة القدم النسائية العالمية. ويقع تحت إدارة اتحاد المكسيك لكرة القدم.